# Страсти по Беатрис
«Страсти по Беатрис» (фр. La passion Béatrice) — исторический фильм французского режиссёра Бертрана Тавернье, вышедший на экраны в 1987 году. Главную роль в нём сыграла Жюли Дельпи (это первая главная роль в её карьере).

## Сюжет
Действие фильма происходит во Франции во время Столетней войны. Главная героиня — дочь рыцаря Франсуа де Кортемара по имени Беатрис, которая с нетерпением ждёт возвращения отца. Однако, когда Кортемар оказывается дома после четырёх лет отсутствия, выясняется, что он превратился в безжалостного зверя.

## В ролях
- Жюли Дельпи — Беатрис
- Бернар-Пьер Доннадье — Франсуа де Кортермар
- Нильс Тавернье — Арно де Кортермар
- Моник Шометт — мать Франсуаза

## Производство и восприятие
«Страсти по Беатрис» стали первой главной ролью для Жюли Дельпи. Режиссёр фильма Бертран Тавернье позже рассказывал, что актриса проявила на съёмках исключительную способность к концентрации и самоотдачу. В одной сложной сцене Дельпи снималась без репетиции полностью обнаженной, и первый дубль получился отличным, но актриса настояла на съёмках второго дубля со словами «Я могу сделать лучше».
Фильм был неоднозначно воспринят критиками. Так, в «Энциклопедии международного кино» «Страсти по Беатрис» охарактеризованы как «глубоко пессимистичная картина», в которой экзистенциальное отчаяние нагнетается настолько сильно, что возникает обратный эффект.